# Typ 3 Ka-či
Typ 3 Ka-či byl japonský plovoucí tank z období druhé světové války. Jednalo se prakticky o modifikaci tanku Typ 1 Či-he, který byl osazen pontony umožňující plavbu. Celkem bylo vyrobeno 20 kusů.